# Йоанис Папафис
Йоанис Папафис (на гръцки: Ιωάννης Παπάφης) е гръцки търговец и предприемач, смятан за „национален благодетел“ на Гърция.

## Биография
Папафис, след като търгува за кратко в Смирна и Александрия, основава предприятие в Малта, работейки като брокер и превръщайки го във втори дом. Неговият завет от филантропични дейности включва създаването на сиропиталища и големи дарения, насочени към образователни и обществени услуги както в Малта, така и в Гърция. В Гърция той се възпоменава за подпомагането на Гръцката война за независимост и за финансирането на решаващи сектори на наскоро преди това формиралата се гръцка държава. Той е един от основните акционери на Националната банка на Гърция и дарява средства на Атинския университет, както и на Гръцката православна църква чрез Цариградската патриаршия.
Най-големият принос на Папафис е построеното с негово дарение сиропиталище в Солун, проектирано от известния гръцки архитект Ксенофон Пеонидис. По време на Балканските войни и двете световни войни то служи като болница, а дори след края на Гръцката гражданска война приютява много сираци. Днес сиропиталището е под юрисдикцията на архиепископа на Солун.